# Гоша (село)
Гоша — село в Череповецком районе Вологодской области.
Входит в состав Югского сельского поселения (с 1 января 2006 года по 8 апреля 2009 года входило в Сурковское сельское поселение), с точки зрения административно-территориального деления — в Сурковский сельсовет.
Расстояние до районного центра Череповца по автодороге — 45 км, до центра муниципального образования Нового Домозерова по прямой — 12 км. Ближайшие населённые пункты — Заречка, Дмитриевское, Очениково.
По переписи 2002 года население — 50 человек (23 мужчины, 27 женщин). Всё население — русские.